# Licenza a strappo
La licenza a strappo (in inglese Shrink-Wrap License) è una particolare forma di negoziazione contrattuale avente ad oggetto un software.
La licenza a strappo ha avuto origine negli Stati Uniti in riferimento alla distribuzione di software destinati al grande pubblico. Il meccanismo di questo modo di formazione del contratto è il seguente: le condizioni contrattuali vengono stampate sul retro della confezione contenente il supporto (ad es. CD o DVD) su cui è inserita una copia del software e viene specificato che l'acquirente, all'atto di aprire la confezione, accetta le condizioni su essa stampate. L'acquirente acquista in tal modo la licenza d'uso sulla copia del software.
La licenza a strappo è applicabile anche al diritto civile italiano , anche se eventuali clausole vessatorie eventualmente inserite nelle condizioni contrattuali stampate sulla confezione potrebbero essere nulle, in quanto si applichi la normativa del Codice del consumo (d.lgs. 206/2005) in base alla quale le clausole vessatorie devono essere oggetto di trattativa individuale ed essere accettate per iscritto con doppia sottoscrizione.
Per un primo caso, variamente annotato in dottrina, si rimanda alla sentenza della Corte di Cassazione Civile n. 19161 del 2014 (c.d. caso H.P.).